# Herbert Spohn
Herbert Spohn (né le 1er novembre 1946) est un mathématicien et physicien mathématicien allemand travaillant dans les équations cinétiques ; la dynamique des systèmes de particules stochastiques, la limite hydrodynamique ; la cinétique des processus de croissance ; les systèmes désordonnés; la dynamique des systèmes quantiques ouverts de particules chargées couplées à leur champ de rayonnement ; les opérateurs de Schrödinger ; l'intégration fonctionnelle et l'analyse stochastique.

## Biographie
Il obtient son doctorat en 1975 à l'Université de Munich sous la direction de Georg Süßmann.
Il est maintenant professeur émérite au département de mathématiques de l'Université technique de Munich,.
Il obtient plusieurs prix. En 2011, il reçoit le Prix Dannie-Heineman de physique mathématique le prix Leonard Eisenbud de mathématiques et de physique (AMS) et le prix Premio Caterina Tomassoni e Felice Pietro Chisesi de l'Université de Rome "La Sapienza". Il est docteur Honoris Causa de l'Université Paris-Dauphine. Il est lauréat de la Chaire d'Excellence de la FSMP en 2014. En 2017, il reçoit la médaille Max-Planck de la Société allemande de physique, en 2019, la médaille Boltzmann de l'Union internationale de physique pure et appliquée.
Il écrit les livres Large Scale Dynamics of Interacting Particles (Springer, 1991)  et Dynamics of Charged Particles and Their Radiation Field (Cambridge University Press, 2004).
Il donne une conférence invitée au Congrès international des mathématiciens en 2010, sur le thème de la "Physique mathématique".
Spohn est le frère du sociologue historique Willfried Spohn et du philosophe analytique Wolfgang Spohn (en).